# Monticello (Utah)
Monticello es una ciudad del condado de San Juan, estado de Utah (Estados Unidos). Según el censo de 2000 la población era de 1.958 habitantes. Es la sede del condado de San Juan.

## Geografía
Monticello se encuentra en las coordenadas 37°52′9″N 109°20′31″O / 37.86917, -109.34194, en el área de la meseta de Colorado de las Cuatro Esquinas.
Según la oficina del censo de Estados Unidos, la ciudad tiene una superficie total de 6,7 km². No tiene superficie cubierta de agua. Es la segunda ciudad más poblada de Condado de San Juan, con una población de 1.958 en el censo de 2000.
Monticello se apoya en la base de la Sierra de Abajo, en la Meseta del Colorado. Es la puerta de entrada al distrito Needles del Parque nacional Tierra de Cañones.